# 出雲市駅
出雲市駅（いずもしえき）は、島根県出雲市駅北町にある、西日本旅客鉄道（JR西日本）山陰本線の駅。
隣接する一畑電車北松江線の電鉄出雲市駅（でんてついずもしえき）についてもここで記述する。

## 概要
山陰本線の主な列車が発着する拠点駅であり、岡山方面から伯備線を経由する特急はこの駅で折り返す。2009年3月14日の「はやぶさ」・「富士」の廃止により、定期運転の寝台特急（「サンライズ出雲」）が発着する日本最西端の駅となった。
また、当駅には接近放送も導入されており、ご当地接近メロディー「おろち踊り」が導入されている。
なお、JR・一畑電車の当駅は松江駅・半高架の出雲科学館パークタウン前駅と並んで島根県内では数少ない高架駅でもある。
出雲市駅の事務管コードは▲640741を使用している。

## 歴史

### 国鉄・JR西日本

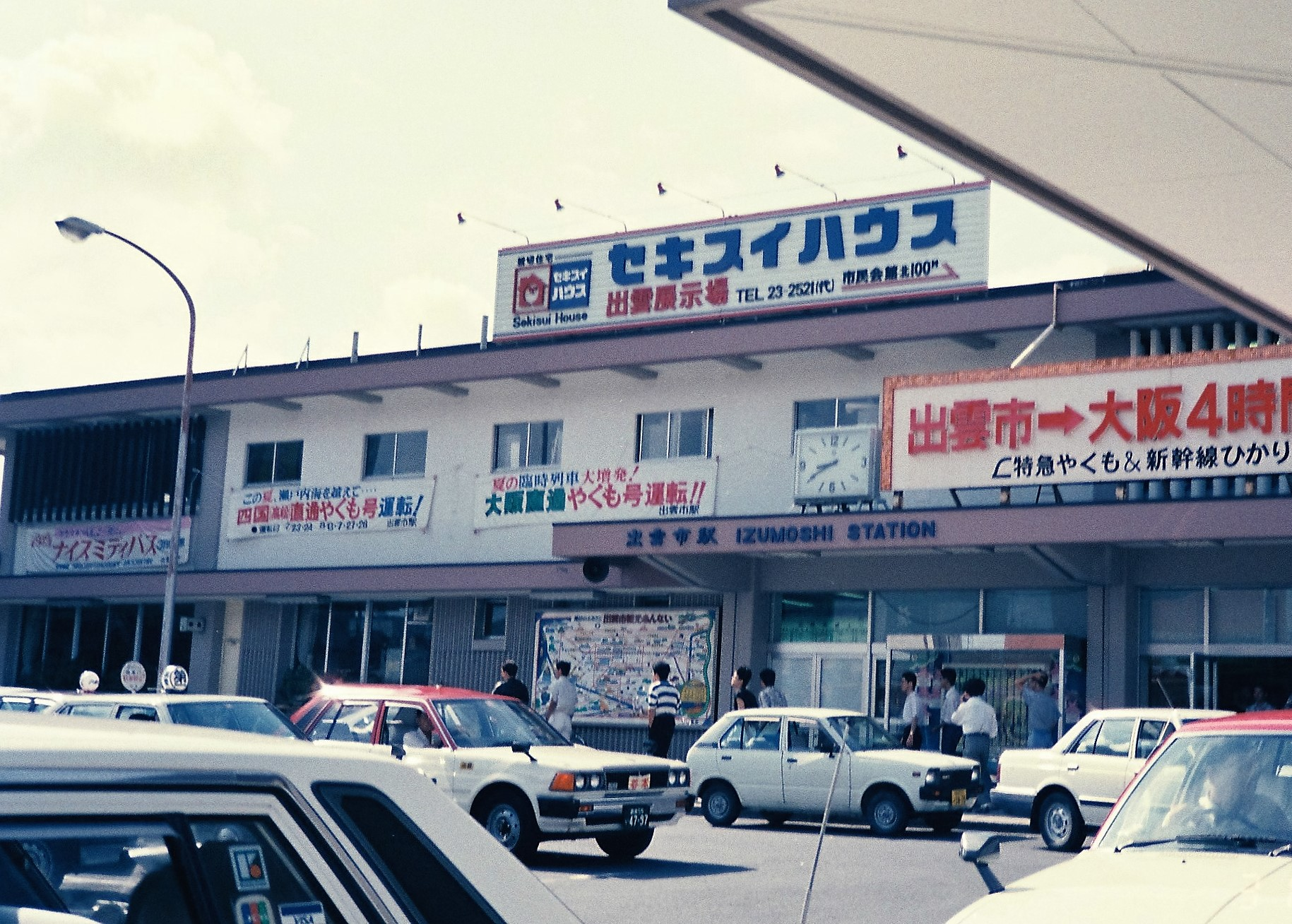
地上駅時代の出雲市駅（1988年7月）

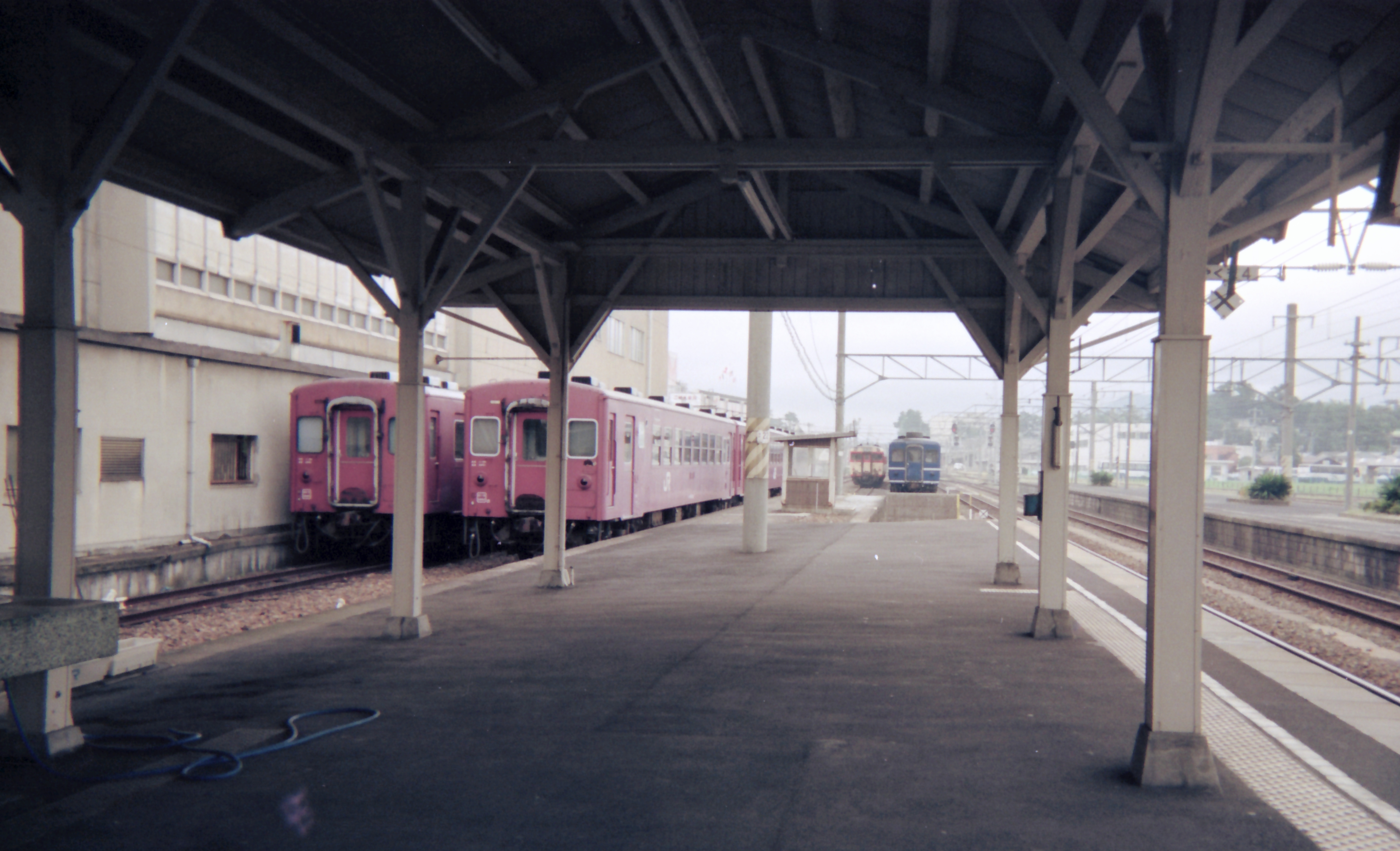
地上駅時代の出雲市駅ホーム（50系客車や12系客車などが写る）

- 1910年（明治43年）10月10日：国有鉄道山陰本線荘原駅 - 当駅間の開通に伴い、同線の終着駅として出雲今市駅（いづもいまいちえき）が開業[2]。
- 1912年（明治45年）6月1日：大社線が大社駅まで開通[3]。
- 1913年（大正2年）11月21日：山陰本線が小田駅まで延伸。
- 1932年（昭和7年）12月12日：大社宮島鉄道線（後の一畑電気鉄道立久恵線）が出雲須佐駅まで開通。
- 1947年（昭和22年）11月30日：昭和天皇のお召し列車が停車。天皇が下車し、ホームで戦災者らに会釈を行う[4]。
- 1957年（昭和32年）4月1日：出雲市駅に改称[2][3]。
- 1965年（昭和40年）2月18日：一畑電気鉄道立久恵線が全廃。
- 1970年（昭和45年）12月：駅舎改築[5]。
- 1983年（昭和58年）12月31日：貨物の取り扱いを廃止[2]。
- 1985年（昭和60年）4月：出雲市駅付近連続立体交差事業の事業調査採択[6]。
- 1987年（昭和62年）
  - 3月31日：貨物の取り扱いを再開[2]。ただし取り扱い実績はなく、貨物列車の設定もない。
  - 4月1日：国鉄分割民営化により、西日本旅客鉄道（JR西日本）・日本貨物鉄道（JR貨物）が継承[2][3]。
- 1988年（昭和63年）4月：出雲市駅付近連続立体交差事業の事業採択[6]。
- 1990年（平成2年）4月1日：大社線廃止[3]。
- 1991年（平成3年）11月：出雲市駅付近連続立体交差事業の事業認可[6]。
- 1992年（平成4年）9月：出雲市駅付近連続立体交差事業の工事協定締結[6]。
- 1998年（平成10年）3月14日：高架駅化[7]。
- 2006年（平成18年）4月1日：JR貨物が駅を廃止[8]。実績は甲種輸送のみであった。
- 2016年（平成28年）
  - 11月5日：自動改札機の利用開始[9][広報 1]。
  - 12月17日：ICカード「ICOCA」のサービス供用開始[10][広報 1]。
- 2017年（平成29年）6月19日：TWILIGHT EXPRESS 瑞風の停車を開始[11]。
- 2020年（令和2年）3月14日：みどりの券売機プラスの設置[12] に伴い、みどりの窓口が臨時窓口となる。
- 2021年（令和3年）5月14日：この日をもって、みどりの窓口は臨時窓口としての営業を終える。
- 2024年（令和6年）
  - 3月1日：みどりの券売機プラス+AIを設置[注 1][広報 2]。
  - 3月26日：待合室がリニューアルした。名称は「やくもラウンジ」。設計デザインは273系電車のデザインと同時期にイチバンセンの川西康之が担当した。

### 一畑電車

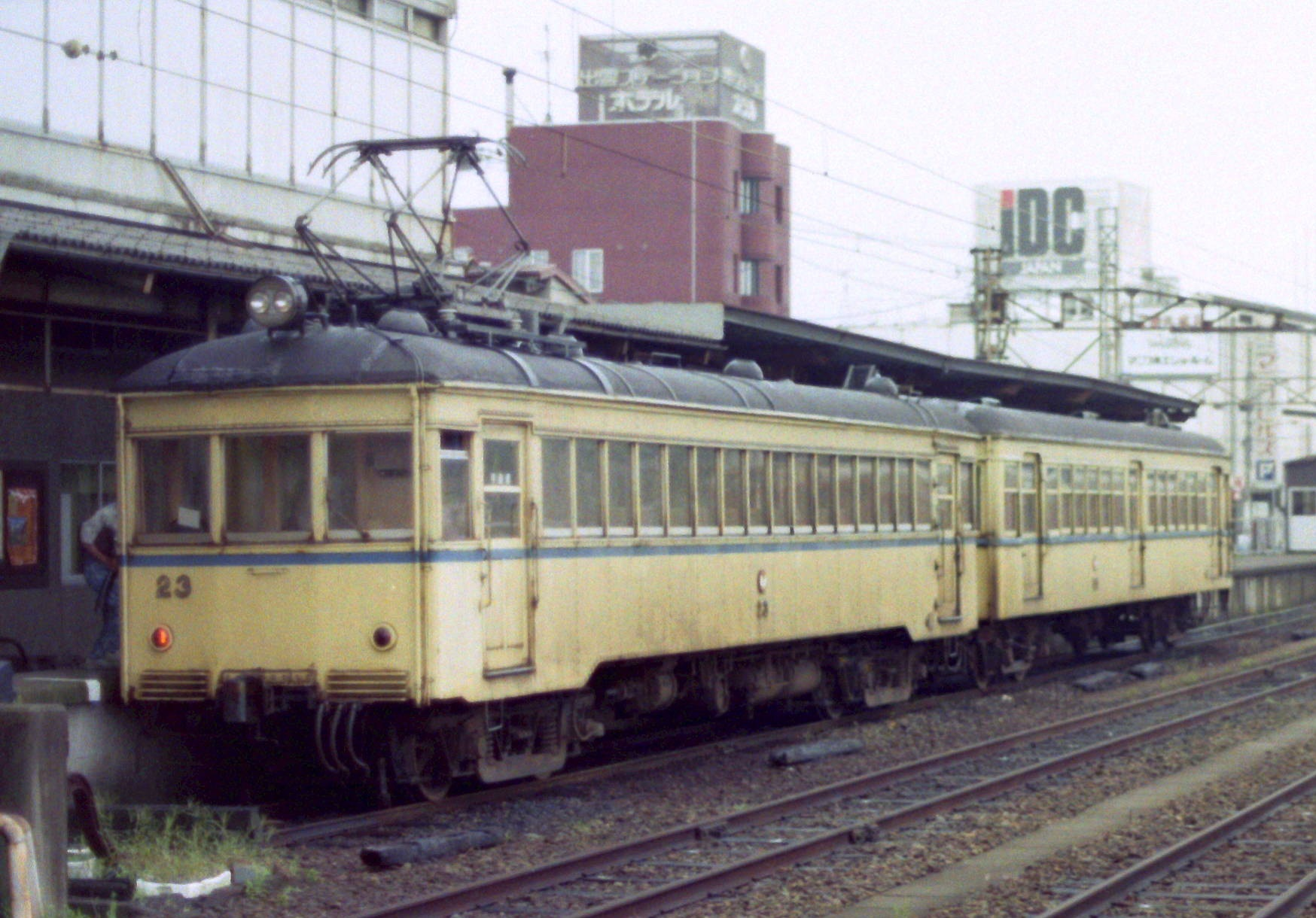
地上駅時代の電鉄出雲市駅（1996年8月）

- 1914年（大正3年）4月29日：一畑軽便鉄道（現在の一畑電車）の出雲今市駅が開業。当時は国鉄駅との共同駅。
- 1957年（昭和32年）4月1日：国鉄駅の改称に合わせ出雲市駅に改称。
- 1964年（昭和39年）4月1日：出雲市ターミナルビルに移転し国鉄駅から分離、電鉄出雲市駅に改称。
- 2000年（平成12年）12月9日：高架駅化[13]。これに伴い一畑百貨店出雲店（閉店→改築後、規模を縮小して再開）と分離。
- 2006年（平成18年）4月1日：一畑電気鉄道の持株会社移行に伴い、新設の一畑電車株式会社が鉄道事業を承継。

## 駅構造

### JR西日本
島式ホーム2面4線を有する高架駅で、駅舎北口のエントランスは出雲大社をイメージしている。直営駅 で、みどりの券売機プラス+AIならびにみどりの券売機が設置されている。
2024年（令和6年）3月26日、待合室が特急やくもの新型車両のデザインをイメージした「やくもラウンジ」にリニューアルされた（2025年3月までに米子駅や松江駅にも「やくもラウンジ」が設置された）。
駅北口側にはセブン-イレブン ハートイン JR出雲市駅店（2016年10月7日オープン）がある。
通路側に「出雲の国麺屋」がある。出雲市駅では合名会社黒崎が駅構内で蕎麦屋「出雲そば黒崎」を経営するとともに駅弁を販売していたが2018年9月に廃業し、その後、地元の「出雲の国麺屋」（スサノオラーメン・出雲そば等）がテナントに入って開業するとともに松江駅で駅弁を販売している一文字家の委託を受けて駅弁も販売している。
なお、駅南口側にレストラン「カフェレストいずも」があったが、2022年8月26日で閉店した。
2025年3月に、「カフェレストいずも」跡に、「おみやげ楽市出雲店」がオープンした。これにともない、一文字屋の駅弁の販売は、「出雲国麺屋」から同店に移っている。
駅構内中央部分の東側に接続して「アトネスいずも」があり、山陰の土産物を中心に扱う西館、さらにその東側に専門店が入る東館が連続している。観光案内を行っていた「出雲市駅観光案内所」も2024年10月4日に「アトネスいずも」内へ移転して「出雲観光案内所」に名称を改めた。
ICOCAの利用は当駅が西限であり、当駅以西へは利用できない。

#### のりば

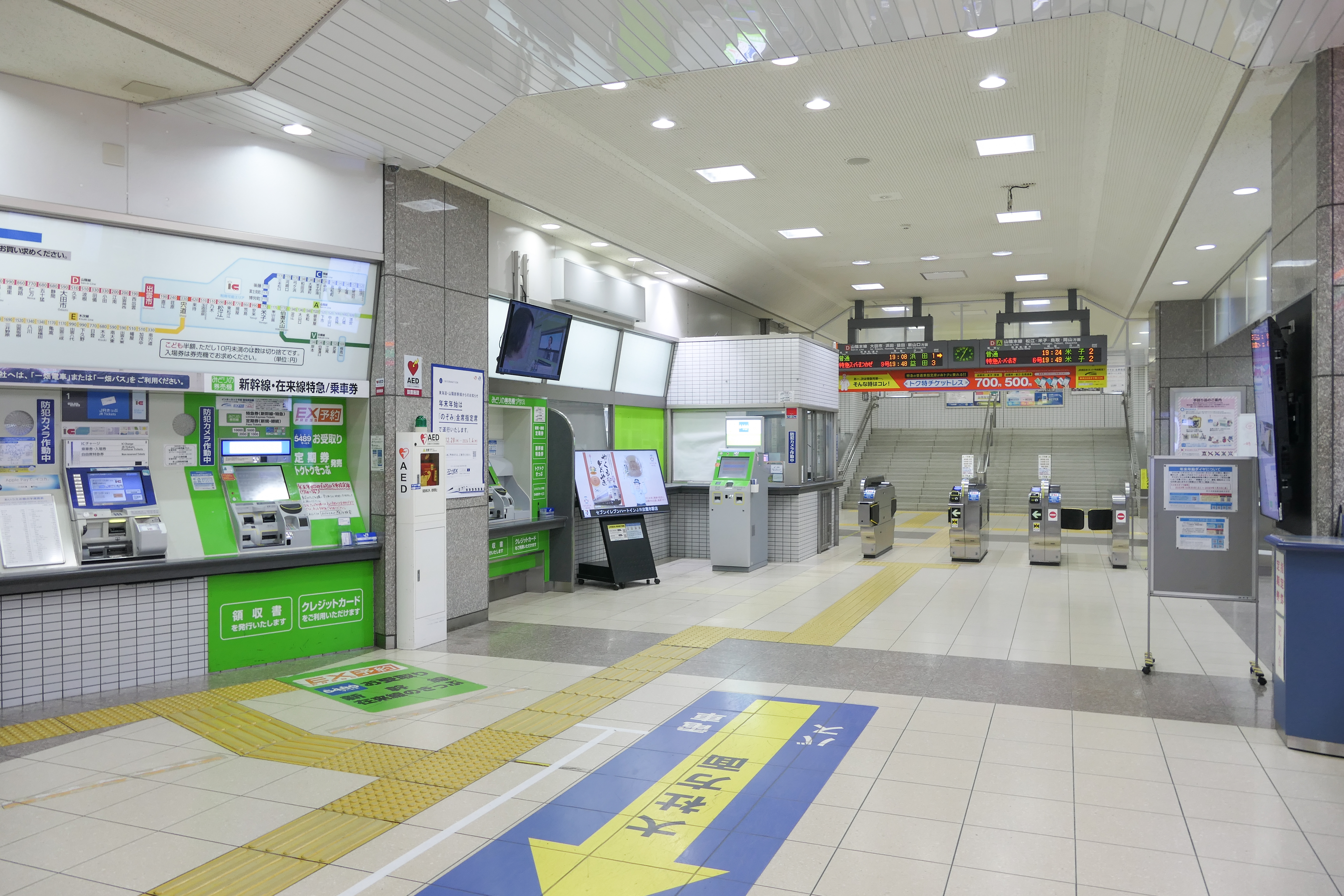
改札口（2023年12月）
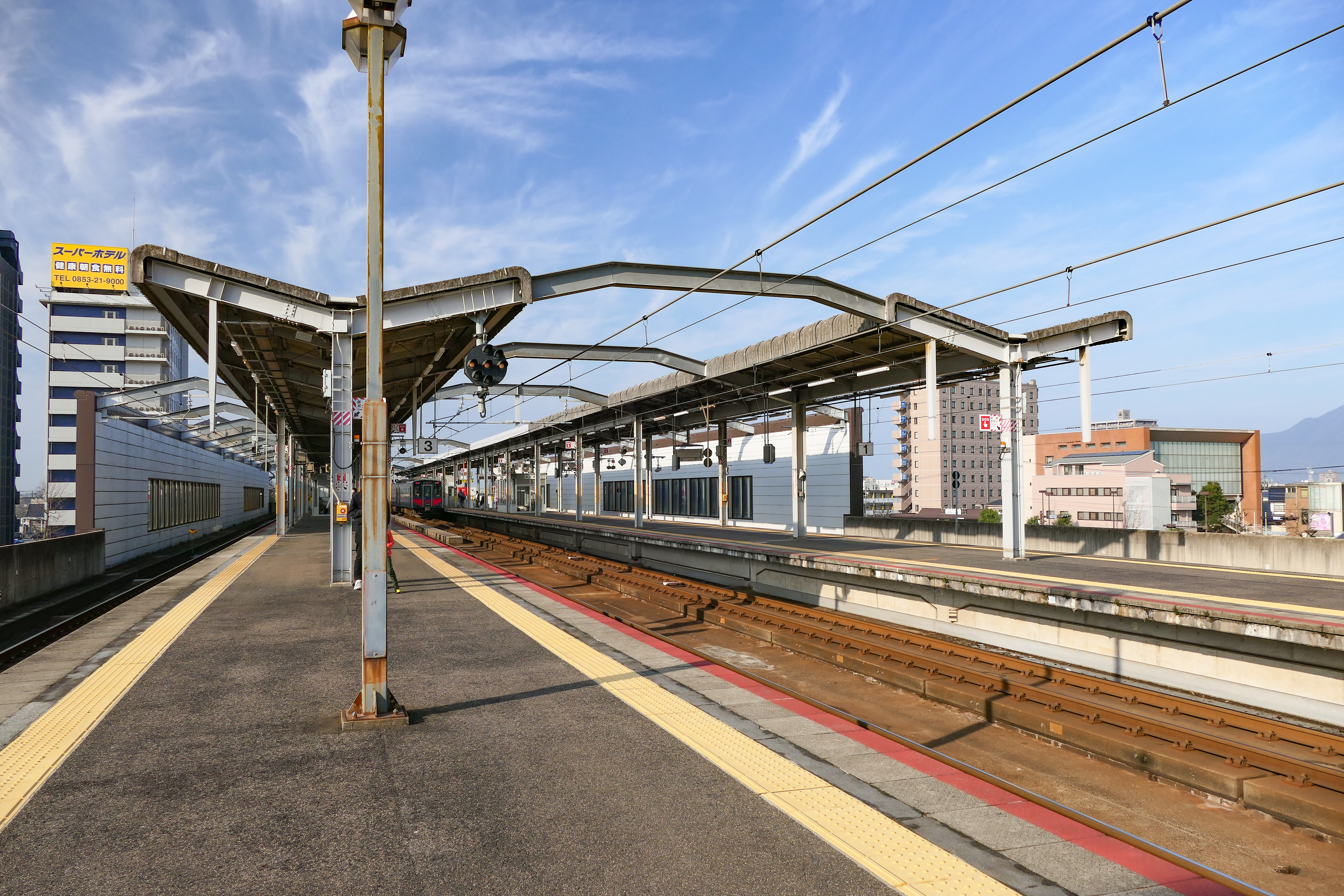
ホーム（2023年12月）

| のりば | 路線     | 方向 | 行先                           | 備考           |
| ------ | -------- | ---- | ------------------------------ | -------------- |
| 1      | 山陰本線 | 下り | 大田市・浜田方面               | 当駅始発の一部 |
| 1      | 山陰本線 | 上り | 松江・米子・鳥取方面           | 当駅始発を含む |
| 2      | 山陰本線 | 上り | 松江・米子・鳥取・岡山方面     |                |
| 3      | 山陰本線 | 下り | 大田市・浜田・益田・新山口方面 |                |
| 4      | 山陰本線 | 下り | 大田市・浜田方面               | 当駅始発を含む |
| 4      | 山陰本線 | 上り | 松江・米子方面                 | 当駅始発を含む |

- 改札口（2023年12月）
- ホーム（2023年12月）

### 一畑電車（電鉄出雲市駅）
変形の島式ホーム1面2線を有する高架駅。駅番号は1。有人駅である。定期列車は基本的に2番のりばを使用する。当駅は西日本旅客鉄道の出雲市駅より東に100メートル離れた場所に位置しており、両駅間の乗り換えには一旦改札を出なければならない。
なお出雲大社前駅への直通列車は土日祝ダイヤが基本となり、、平日ダイヤでは途中の川跡駅で大社線に乗り換える必要がある場合が多い。

#### のりば
| のりば | 路線       | 行先                             |
| ------ | ---------- | -------------------------------- |
| 1・2   | ■ 北松江線 | 出雲大社前・松江しんじ湖温泉方面 |

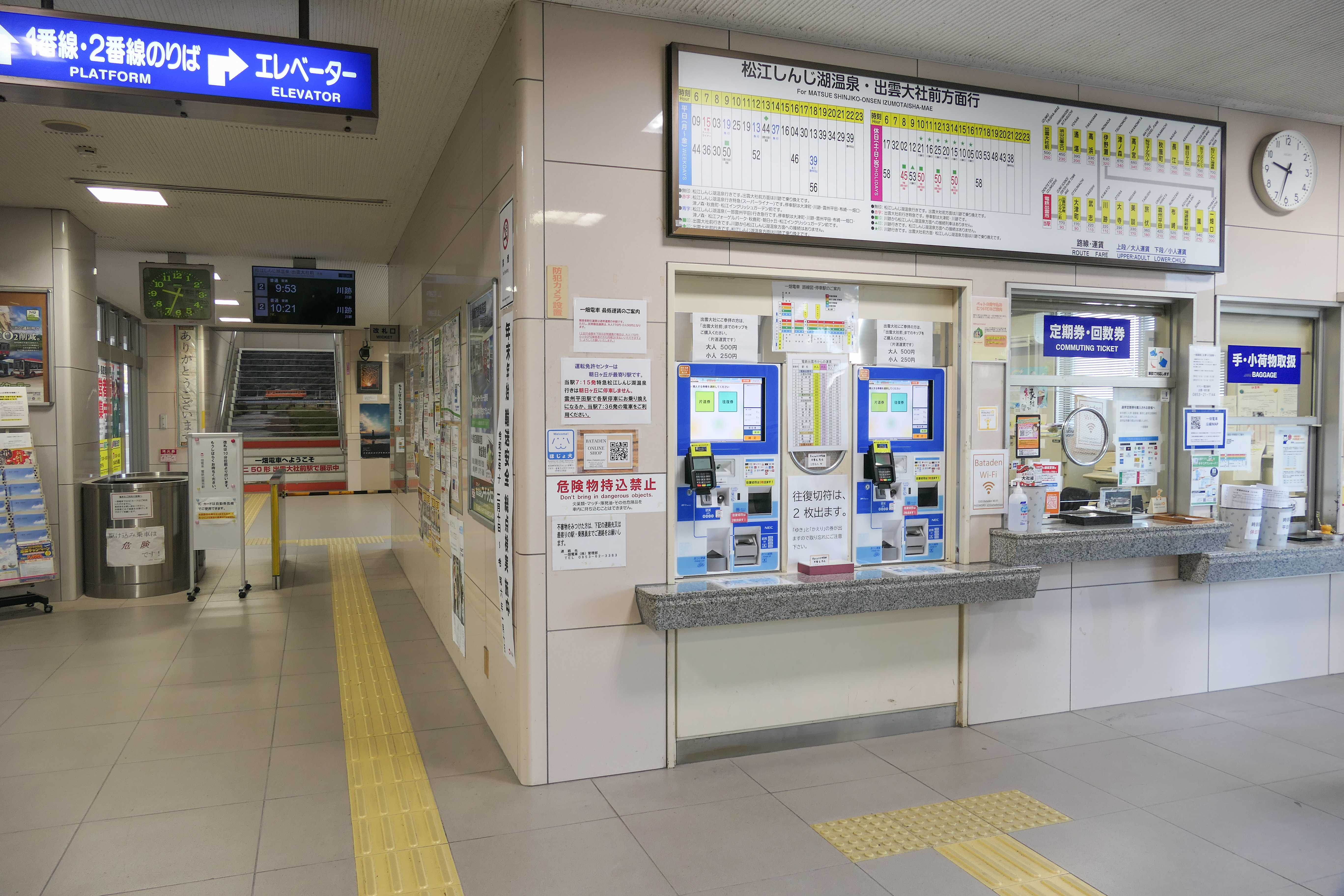
改札口（2023年12月）
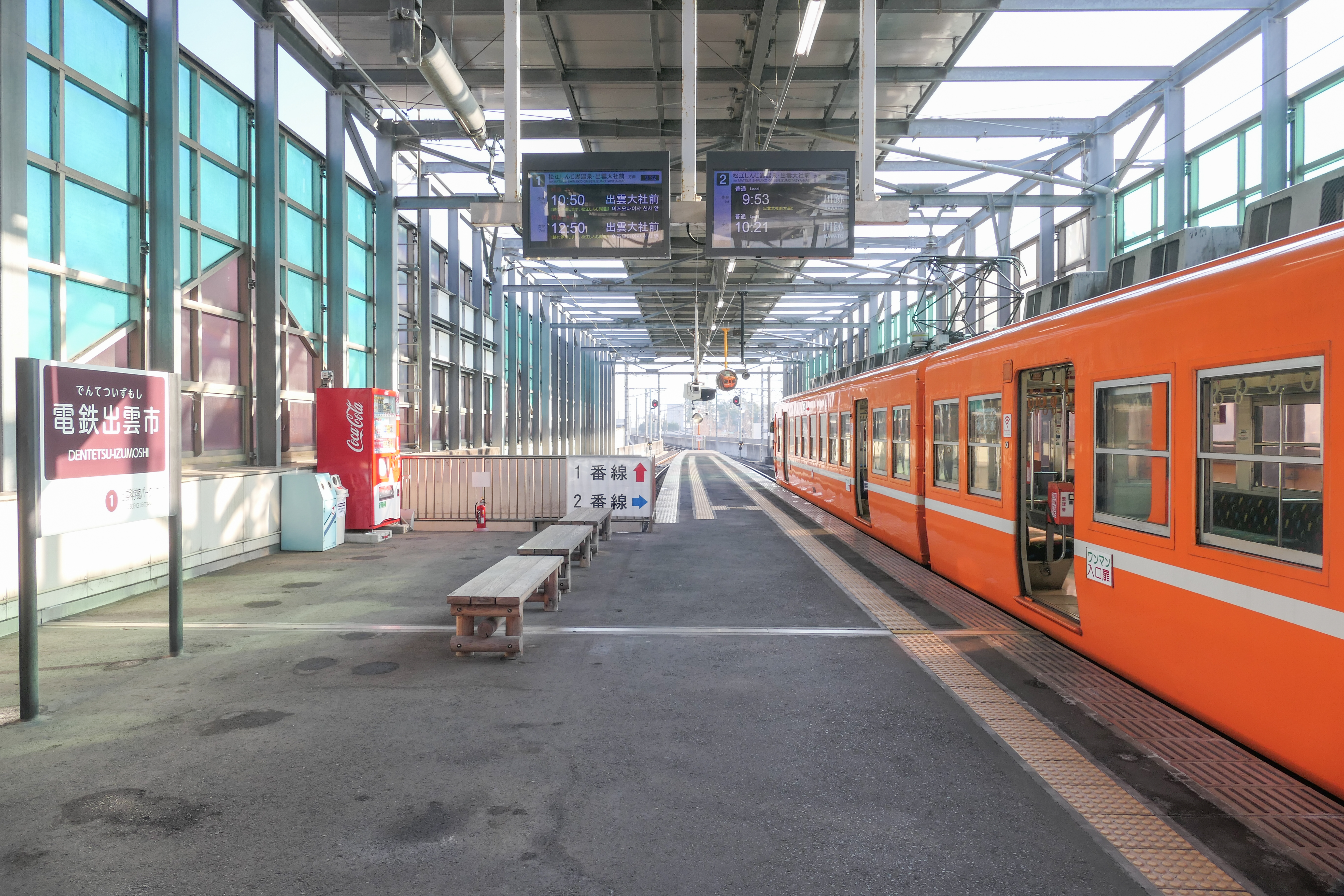
ホーム（2023年12月）
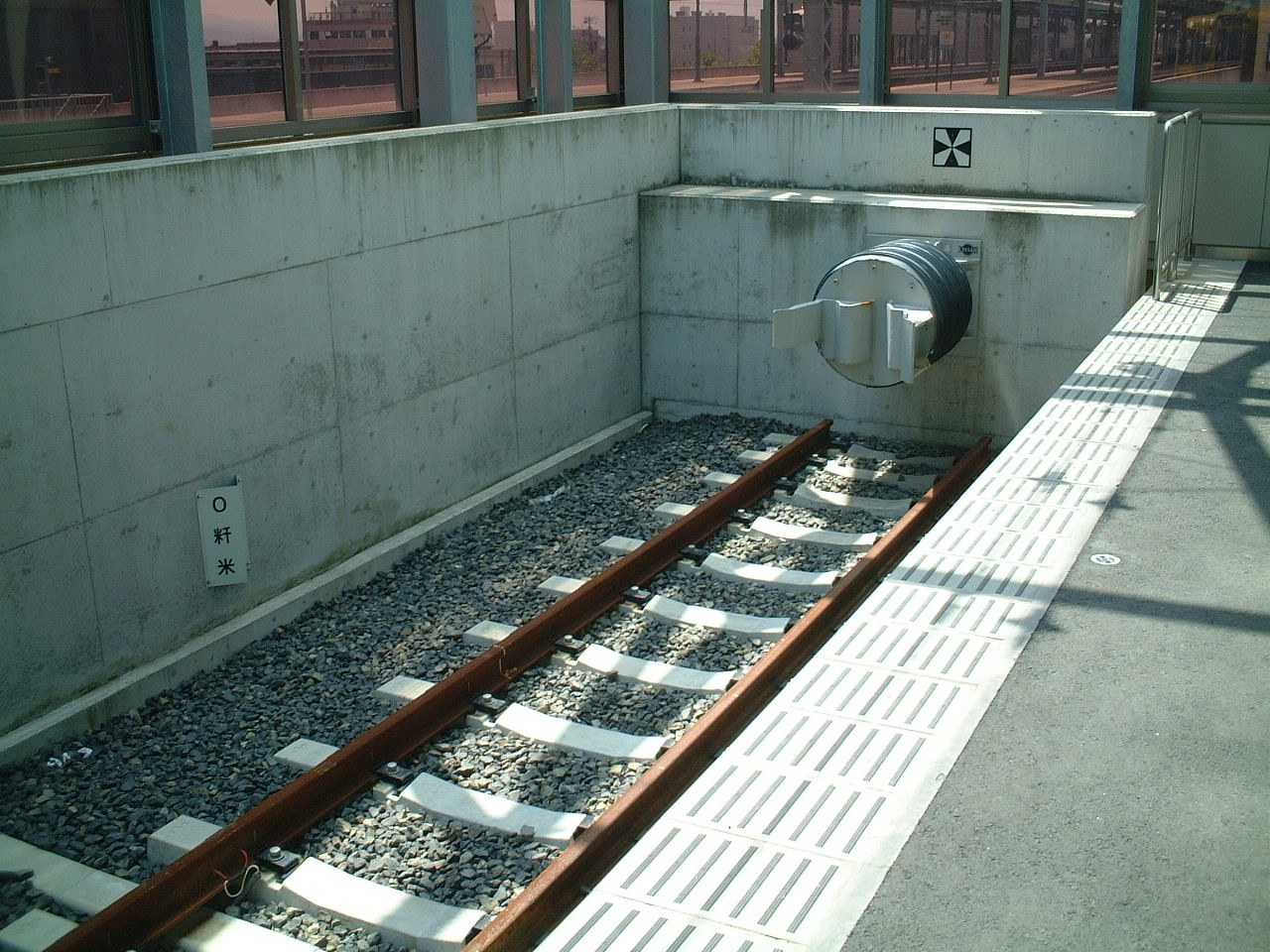
ホーム突端の車止めと0キロポスト（2001年8月）

## 駅弁
松江駅で駅弁を販売している一文字家の駅弁を駅構内に出店している地元の「出雲の国麺屋」（スサノオラーメン・出雲そば等）の店舗で販売している。
- 島根牛みそ玉丼
- 出雲招福ちらし

など
なお2025年3月の「おみやげ楽市出雲店」の駅構内（麺屋隣り）への出店にともない、一文字屋の駅弁の販売は、同店に移った。
2025年4月現在の販売品目は5アイテム。
・島根牛すき焼きもろみ丼
・島根牛みそ玉丼
・山陰名物かに寿司
・蟹としじみのもぐり寿司
・邪気退散招福ちらし
以前、出雲市駅で駅弁を販売していた合名会社黒崎は2018年9月に廃業した。出雲市駅で販売されていた主な駅弁は下記の通り。
- かに寿し
- 出雲そば弁当

## 利用状況
- JR西日本 - 2023年度の1日平均乗車人員は2,285人である[市統計 1]。
- 一畑電車 - 2023年度の1日平均乗車人員は753人である[市統計 1]。

各年度の1日平均の利用者数は以下の通り。
| 年度               | JR西日本         | 一畑電車         | 一畑電車         |
| 年度               | 1日平均 乗車人員 | 1日平均 乗車人員 | 1日平均 乗降人員 |
| ------------------ | ---------------- | ---------------- | ---------------- |
| 1999年（平成11年） | 2,299            | 583              | 1,177            |
| 2000年（平成12年） | 2,278            | 569              | 1,176            |
| 2001年（平成13年） | 2,292            | 575              | 1,139            |
| 2002年（平成14年） | 2,285            | 507              | 951              |
| 2003年（平成15年） | 2,289            | 590              | 1,145            |
| 2004年（平成16年） | 2,285            | 541              | 1,080            |
| 2005年（平成17年） | 2,331            | 614              | 1,204            |
| 2006年（平成18年） | 2,306            | 573              | 1,146            |
| 2007年（平成19年） | 2,418            | 587              | 1,180            |
| 2008年（平成20年） | 2,482            | 600              | 1,184            |
| 2009年（平成21年） | 2,298            | 615              | 1,202            |
| 2010年（平成22年） | 2,283            | 617              | 1,210            |
| 2011年（平成23年） | 2,317            | 592              | 1,191            |
| 2012年（平成24年） | 2,393            | 609              | 1,219            |
| 2013年（平成25年） | 2,803            | 750              | 1,473            |
| 2014年（平成26年） | 2,587            | 794              | 1,414            |
| 2015年（平成27年） | 2,587            | 672              | 1,328            |
| 2016年（平成28年） | 2,555            | 690              | 1,373            |
| 2017年（平成29年） | 2,586            | 774              | 1,442            |
| 2018年（平成30年） | 2,584            | 764              | 1,546            |
| 2019年（令和元年） | 2,518            | 753              | 1,526            |
| 2020年（令和02年） | 1,697            | 542              | 1,089            |
| 2021年（令和03年） | 1,756            | 575              | 1,151            |
| 2022年（令和04年） | 2,166            | 692              |                  |
| 2023年（令和05年） | 2,285            | 753              |                  |

## 駅周辺

### 北口
北口の西側には楽団を模した古代衣装を着たからくり時計のモニュメントがあり、定刻に自動演奏する他、ボタンでそれぞれの楽器の音色を手動で奏でられる。また、柱から水が流れるモニュメントがある。
北口を出て徒歩2分の場所に居酒屋、スナック、パブなどが集まる飲食街（代官町・末広町・塚根町）が有り、さらにそこから徒歩2・3分の場所にアーケード街（西方向に扇町、東方向に中町の各商店街だった通り）がある。また北口からは、北方向にくにびき中央通りが国道184号まで続き、そこに出雲市役所が立地している。
- 出雲市役所
- ツインリーブスホテル出雲
- 東横INN出雲市駅前
- ホテルアルファーワン出雲
- グリーンリッチホテル出雲[24]
- スワロートラベル出雲店（JRバス中国窓口）
- 出雲市民病院
- 出雲市立第二中学校
- パルメイト出雲
- 松江地方裁判所出雲支部
- 出雲年金事務所
- 出雲駅前郵便局
- ラピタ本店
- MEGAドン・キホーテ 出雲店

なお、出雲駅北側に隣接して立地していた一畑百貨店出雲店は2019年2月28日をもって閉店。

### 南口
地上駅時代は工場などが建ち並んでいた。現存する建物や施設の多くは、高架化されてから建設された。
- ビッグハート出雲
- スーパーホテル出雲駅前
- グリーンホテルモーリス
- ドーミーイン出雲
- 出雲駅前温泉 らんぷの湯
- 出雲郵便局
- りそな銀行 島根カスタマーセンター - コールセンター
- 島根中央信用金庫
- 島根県道277号多伎江南出雲線
- フーズマーケットホック塩冶店
- ラピタみなみ店
- PLANT出雲店
- 島根県立出雲高等学校
- 島根大学医学部附属病院

## バス路線

### 北口
北側に進入口と退出口があり、構内は時計回りで走行する。北側から反時計回りに1 - 3番の各乗り場があり、3番乗り場の手前はJR出雲市駅止めの便や高速バスの降車スペースとして利用されることが多い。
出雲大社へは一畑バスで27 - 36分程度。3番のりばの前・東のりばの南にあるツインリーブスホテル出雲1階のアトリウムを高速バス・空港リムジンバスの待合所（6:00 - 22:30）として利用できる。

#### 路線バス・観光周遊バス
| のりば | 運行事業者   | 行先                                                             | 備考 |
| ------ | ------------ | ---------------------------------------------------------------- | ---- |
| 1      | 一畑バス     | - 出雲大社バスターミナル - 日御碕・宇竜・日御碕灯台 - 上塩冶車庫 |      |
| 2      | 一畑バス     | - JR小田駅 - 出雲須佐・須佐神社前                                |      |
| 2      | スサノオ観光 | - 根波 - 長浜工業団地・外園 - 大寺 - 平成温泉 - 江南駅           |      |
| 2      | 谷本ハイヤー | 三刀屋バスセンター                                               |      |

#### 高速バス・空港リムジンバス・定期観光バスなど
| のりば | 運行事業者                                                               | 愛称・行先 | 備考                                                                                                 |
| ------ | ------------------------------------------------------------------------ | --- | --- |
| 3      | JRバス中国                                                               | - スサノオ号：東京（東京駅日本橋口） - 出雲・松江・米子ドリーム名古屋号：名古屋（名古屋駅新幹線口） - グラン昼特急出雲号・グランドリーム出雲号・ドリーム出雲号：大阪（大阪駅JR高速バスターミナル）・京都（京都駅烏丸口） - 松江出雲定期観光バス（運休中） | 「スサノオ号」「出雲・松江・米子ドリーム名古屋号」「グランドリーム出雲号」「ドリーム出雲号」は夜行便 |
| 3      | - JRバス中国 - 神姫バス                                                  | ポートレイク号：神戸（神姫バス神戸三宮バスターミナル） | |
| 3      | - 一畑バス - 阪急観光バス                                                | くにびき号：大阪（新大阪（阪急高速バス新大阪ターミナル）・梅田（阪急三番街高速バスターミナル）） | |
| 3      | - 一畑バス - 日ノ丸自動車 - 両備ホールディングス - 中鉄バス - JRバス中国 | ももたろうエクスプレス：岡山（岡山駅西口） | |
| 3      | - 一畑バス - JRバス中国                                                  | みこと号：広島（大塚駅・広島バスセンター・広島駅新幹線口） | |
| 3      | - JRバス中国 - JR九州バス                                                | 出雲ドリーム博多号：北九州（小倉駅新幹線口）・福岡（博多バスターミナル） | 夜行便                                                                                               |
| 3      | 出雲一畑交通                                                             | 空港リムジンバス：出雲縁結び空港 | |

- 「オオクニヌシ号」（出雲 - 松江 - 米子 - 鳥取線[26] → 松江 - 米子 - 鳥取線）は2017年8月4日の運行区間の短縮に伴い、当バスターミナルに乗り入れなくなった。その後、路線自体も2019年2月28日の運行を以って廃止された[27]。

### 南口（ビッグハート前）
島根県道277号多伎江南出雲線沿いのビッグハート出雲前にあるバス停で、一部の高速バスが停車する。

#### 高速バス
| 運行事業者             | 愛称・行先                                                         | 備考                   |
| ---------------------- | ------------------------------------------------------------------ | ---------------------- |
| ベイラインエクスプレス | WILLER EXPRESS：東京（バスタ新宿）                                 | 夜行便                 |
| オー・ティー・ビー     | オリオンバス：東京（東京駅鍛冶橋駐車場）                           | 夜行便                 |
| ツーリストバス         | ツーリストバス：横浜 (YCAT) ・東京（秋葉原駅）・千葉（プレナ幕張） | 夜行便。当面の間運休中 |
| 帝産観光バス           | WILLER EXPRESS：大阪（WBT大阪梅田・USJ）                           |                        |

## 隣の駅
西日本旅客鉄道（JR西日本）
 山陰本線
- 特急「スーパーおき」「スーパーまつかぜ」停車駅、特急「やくも」・寝台特急「サンライズ出雲」始発駅
- 観光列車「あめつち」始発駅

■普通
直江駅 - 出雲市駅 - 西出雲駅
一畑電車
■北松江線
■特急「スーパーライナー」（平日下り1本のみ）・■特急（土休日のみ）・■急行（平日のみ）
電鉄出雲市駅（1）- 大津町駅（3）
■普通
電鉄出雲市駅（1）- 出雲科学館パークタウン前駅（2）

### かつて存在した路線
西日本旅客鉄道（JR西日本）
大社線
出雲市駅 - 出雲高松駅
一畑電気鉄道
立久恵線
出雲市駅 - 古志町駅